# Amusement Parks on Fire
Gli Amusement Parks on Fire sono un gruppo musicale britannico formatosi nel 2004 a Nottingham in Inghilterra su iniziativa del polistrumentista Michael Feerick.
La musica del gruppo è uno shoegaze con influenze post rock che si ispira a band come My Bloody Valentine, Catherine Wheel, Swervedriver, Ride e Mogwai.

## Storia
La band nacque nel 2004 come progetto solista di Michael Feerick 2004, che scrisse e registrò le nove canzoni del disco d'esordio con il supporto dell'amico Daniel Knowles. Il disco, omonimo, fu pubblicato nel 2005 in Gran Bretagna dalla INVADA Records, etichetta gestita da Geoff Barrow dei Portishead. Lo stesso anno il gruppo firmò per la V2 Records e registrò il secondo disco in studio, Out of the Angeles nello studio Sundlaugin in Álafoss, Islanda, lo stesso dove registrano i Sigur Rós.
I componenti del gruppo aumentarono nell'estate 2006, con l'aggiunta di Gavin Poole degli You Slut! al basso e Joe Hardy alle tastiere. Con la nuova formazione il gruppo iniziò un tour assieme agli Scarling. in Europa e Scandinavia, e arrivò a suonare anche in Giappone, al Summer Sonic Festival 2006.
Dopo il secondo album, la band registrò una serie di EP 12" ad edizione limitata, fra cui Blackout a fine 2005, In Flight a settembre 2006, A Star Is Born il 2 aprile 2007.
Nel 2009 il gruppo ha effettuato un tour in Irlanda assieme ai 65daysofstatic e ha pubblicato l'EP Young Fight per la nuova etichetta Filter U.S. Recordings. A fine 2010 è uscito il loro terzo disco in studio, Road Eyes.

## Formazione
- Michael Feerick — voce, chitarra
- Daniel Knowles — chitarra
- Peter Dale — batteria
- Gavin Poole — basso, voce
- Joe Hardy — tastiere, chitarra, voce

## Discografia

### Album
- Amusement Parks on Fire (INVADA) 2005
- Out of the Angeles (V2) 2006
- Road Eyes (Filter U.S. Recordings) 2010

### EP
- Venosa/Eighty Eight (INVADA/GM Recordings) 2005
- Blackout EP (V2) 2005
- In Flight (V2) 2006
- A Star Is Born (V2) 2007
- Young Fight (Filter U.S. Recordings) 2009